# پهولجهوری
پهولجهوری (به لاتین: Phuljhuri) یک منطقهٔ مسکونی در بنگلادش است که در ناحیه برگونه واقع شده‌است.